# Telex (média)
Pour les articles homonymes, voir Telex.
Telex, ou Telex.hu, est un site d'actualités et média indépendant hongrois. Il est fondé le 2 octobre 2020 par d'anciens journalistes ayant démissionné du média en ligne Index.

## Historique

### Départ des journalistes d'Index
Le 22 juillet 2020, la direction du média Index, qui est alors l'un des derniers grands sites indépendants du pays, licencie Szabolcs Dull, son rédacteur en chef, après que la rédaction a averti le mois précédent être menacée par une « pression externe qui pourrait entraîner la fin de notre rédaction telle que nous la connaissons ». Peu après, des dizaines de journalistes et employés d'Index signent un communiqué d'opposition au renvoi de Szabolcs Dull. Ils dénoncent la mainmise grandissante du gouvernement de Viktor Orbán sur leur média, dont la maison mère a été rachetée en mars 2020 par un investisseur proche du pouvoir,. Ils réclament la réintégration de leur rédacteur en chef, ce que la direction refuse.
En réaction, le 24 juin, environ 90 journalistes d'Index décident de démissionner du média en signe de protestation,. Ils se réunissent sous la bannière d'une page Facebook intitulée « Leaving Index Journalists » pour rester en contact avec leur communauté et l'informer des projets à venir. En parallèle, des manifestations réunissent des milliers de personnes à Budapest, pour la liberté de la presse et un « nouvel Index ».

### Lancement et succès de Telex
Par la suite, une partie des journalistes lance un nouveau projet nommé Telex, d'abord sur Facebook. Leur page réunit rapidement plus de 300 000 abonnés ; ses créateurs la renomment Telex.hu et annoncent en septembre 2020 le lancement d'une levée de fonds dans le but de créer un portail d'actualités en ligne. En quelques semaines, environ 23 000 donateurs se manifestent. 
Au lancement de Telex, en octobre 2020, son identité visuelle s'inspire de celle d'Index, avec une police de caractères proche de celle du Guardian. Le site rencontre rapidement le succès, comptant 600 000 visiteurs après dix mois de fonctionnement. L'équipe d'origine doit embaucher pour satisfaire la demande et 72 personnes supplémentaires rejoignent le projet. 
Comme pour d'autres médias indépendants, le gouvernement tente d'abord de minimiser l'importance de Telex en le qualifiant de « blog », Antal Rogán prétendant même qu'il ne connaît pas le site d'actualités. Les politiciens du Fidesz refusent également de répondre aux sollicitations du média. Cependant, lorsque Telex atteint les 400 000 lecteurs, l'attitude des autorités évolue et des hommes politiques au rang de plus en plus élevé commencent à leur parler et à leur accorder des entretiens.
Telex est dirigé par Veronika Munk de 2020 à 2021, à son départ c'est Szabolcs Dull qui en reprend les rênes. En 2023, il quitte également Telex et c'est Tamás Német qui devient le directeur.

## Ligne éditoriale
Telex adopte pour slogan, en anglais : « Critical, curious and correct » (« Critique, curieux et correct ») et affirme ne pas avoir l'intention d'en changer même en cas de changement politique lors des élections prévues en 2026. 
La co-rédactrice en chef, Veronika Munk, rejette toute appartenance politique du journal, qu'elle soit « d'opposition » ou de « journalisme de gauche ». Elle considère qu'il s'agit d'un discours utilisé par les personnalités politiques pour « encadrer le récit de la façon qu'ils trouvent bénéfique » et préfère rappeler que le travail du journaliste s'effectue « indépendamment des couleurs politiques ».

## Modèle économique
Telex se finance entièrement grâce aux dons et à la publicité. Parmi ses revenus, en 2021, 2,3 millions d'euros proviennent de dons privés et 400 000 euros des contenus publicitaires. La majorité des donations sont d'un faible montant, issus d'une communauté de 50 000 personnes aidant à financer le média. Selon Veronika Munk, les donateurs justifient leur participation par leur volonté de contribuer à la liberté de la presse et par l'importance de Telex en tant que média, qu'ils veulent préserver pour les générations futures. Telex reçoit également des dons plus importants, le principal émanant de l'homme d'affaires tchèque Zdeněk Bakala avec 200 000 euros. Cela amène le journal pro-gouvernement Mandiner à l'accuser d'être le « journal de propagande d'un milliardaire tchèque ». 
Le média fait le choix de renoncer à un propriétaire unique, afin d'éviter que se répète l'histoire d'Index, qui les avait poussée à quitter la rédaction en masse. À la place, Telex est possédé à partir de 2022 par ses employés, qui se partagent les parts de l'entreprise, ce qui constitue un modèle unique dans le paysage médiatique hongrois,.  
Par transparence, Telex choisit de publier des rapports réguliers sur son état financier. En 2022, la rédaction lance une campagne de sensibilisation sur les coûts nécessaires pour faire fonctionner un organe de presse. 

## Récompenses
Le 25 février 2021, Telex reçoit le prix international de journalisme #AllForJan, nommé en hommage à Ján Kuciak, journaliste slovaque assassiné en 2018.